# Liste der Universitäten in Serbien
Dies ist eine Liste der Universitäten in Serbien.

## Öffentliche Universitäten
| Universität                       | Gründungsjahr | Studentenzahl |
| --------------------------------- | ------------- | ------------- |
| Universität Belgrad               | 1808          | ca. 89.827    |
| Universität der Künste Belgrad    | 1957          | ca. 1.700     |
| Universität Kragujevac            | 1973          | ca. 20.000    |
| Universität Niš                   | 1976          | ca. 27.000    |
| Staatliche Universität Novi Pazar | 2006          | ca. 4.500     |
| Universität Novi Sad              | 1960          | ca. 50.358    |
| Universität Priština              | 1970          | ca. 28.832    |

## Private Universitäten
| Universität                                                               | Gründungsjahr | Studentenzahl |
| ------------------------------------------------------------------------- | ------------- | ------------- |
| Alpha Universität in Belgrad                                              | 1993/2008     | keine Angaben |
| Europäische Universität Belgrad in Belgrad                                | 2000          | keine Angaben |
| John-Naisbitt-Universität, gegründet als Universität Megatrend in Belgrad | 1989          | ca. 25.000    |
| Universität Singidunum in Belgrad                                         | 2005          | ca. 6.000     |
| Universität Union in Belgrad                                              | 2005          | ca. 2.500     |
| Universität Educons in Novi Sad                                           | 2002          | keine Angaben |

## Stiftungen
| Universität                          | Gründungsjahr | Studentenzahl |
| ------------------------------------ | ------------- | ------------- |
| Universität Novi Pazar in Novi Pazar | 2002          | keine Angaben |

## Sonstige Hochschulen
- Fakultät für Informatik, Belgrad (Факултет информационих технологија)
- Kriminalistisch-polizeiliche Akademie, Belgrad (Криминалистичко-полицијска академија)
- Fakultät für Dienstleistung, Novi Sad (Факултет за услужни бизнис)
- Fakultät für Management, Novi Sad (Факултет за менаџмент)
- Fakultät für rechtspolitische Studien, Novi Sad (Факултет за Европске правно-политичке студије)
- Fakultät für Sport und Tourismus, Novi Sad (Факултет за спорт и туризам)
- Fakultät für Wirtschafts- und Rechtsstudien, Novi Sad (Факултет за пословне и правне студије)